# Cryptoerithus ninan
Cryptoerithus ninan là một loài nhện trong họ Gnaphosidae.
Loài này thuộc chi Cryptoerithus. Cryptoerithus ninan được Norman I. Platnick & Barbara Baehr miêu tả năm 2006.